# Veertien Mie
Veertien Mie (japanisch ヴィアティン三重 Viatin Mie) ist ein japanischer Fußballverein. Offizielle Heimatorte sind die Städte Kuwana und Yokkaichi sowie deren Umland in der Präfektur Mie. Der Verein spielt seit 2017 in der Japan Football League.

## Geschichte
Der Verein wurde im Januar 2012 als Veertien FC gegründet und begann im gleichen Jahr mit dem Spielbetrieb in der untersten Liga (Division 3) der Präfektur Mie. Seitdem stieg die Mannschaft in jedem Jahr eine Spielklasse höher; zur Saison 2015 wurde die Division 2 der Tōkai-Regionalliga erreicht, ein Jahr später erfolgte der Aufstieg in die Division 1 der Regionalliga. Dort wurde zwar nur der dritte Platz erreicht, dennoch qualifizierte sich das Team über den dritten Platz im Amateurpokal für die Regionalliga-Finalrunde. Nach dem Gewinn der Vorrundengruppe erzielte Veertien in der Endrunde mit einem Sieg im entscheidenden dritten Gruppenspiel über den Lokalrivalen Suzuka Unlimited FC den zweiten Platz, was gleichbedeutend mit der Qualifikation für die Japan Football League war.
Veertien wechselte in seiner bisherigen Geschichte zweimal den Namen. Zu Beginn des Jahres 2013 erfolgte eine erste Umbenennung in Veertien Kuwana, mit dem Erreichen der Regionalliga zwei Jahre später änderte sich der Name erneut zu Veertien Mie. Fernziel des Vereins ist das Erreichen der J. League, was mit dem Einreichen eines Antrags für den Status als Außerordentliches J.-League-Mitglied im Jahr 2013 bereits untermauert wurde. Allerdings lehnte das entsprechende Liga-Komitee den Antrag mit der Begründung, dass die Unterlagen unvollständig seien, ab; ein neuer Versuch wurde bislang nicht unternommen.

## Vereinsname
Veertien ist das niederländische Wort für die Zahl vierzehn. Der für die Benennung von japanischen Fußballvereinen ungewöhnliche Bezug auf das Niederländische rührt daher, dass sich bei Veertien Mie ähnlich wie in den Niederlanden „drei Generationen zum gemeinsamen Sport treiben“ versammeln sollen. Die Zahl 14 war zudem die Rückennummer von Johan Cruyff. Die Verehrung für Cruyff und die Niederlande kommt auch im Orange als Vereinsfarbe und im Vereinsemblem zum Ausdruck, welches einen geflügelten Löwen als Hinweis auf das niederländische Wappen und den Spitznamen von Cruyff („Der fliegende Holländer“) enthält.

## Erfolge
- Tōkai Adult Soccer League (Division 2)

1. Platz: 2015

## Spieler
Stand: April 2022
| Nr. |       | Position | Name             |
| --- | ----- | -------- | ---------------- |
| 1   | Japan | TW       | Kenta Mori       |
| 2   | Japan | AB       | Kenshirō Tanioku |
| 3   | Japan | AB       | Ryō Hozumi       |
| 4   | Japan | AB       | Masafumi Terada  |
| 5   | Japan | MF       | Tetsuya Kanno    |
| 6   | Japan | ST       | Shōgo Sakai      |
| 7   | Japan | MF       | Reiji Morinushi  |
| 8   | Japan | MF       | Tomoya Sawa      |
| 9   | Japan | ST       | Shogo Otake      |
| 10  | Japan | MF       | Shōta Tamura     |
| 11  | Japan | MF       | Sho Hayasaka     |
| 12  | Japan | TW       | Toru Suzuki      |
| 13  | Japan | MF       | Kotaro Takahashi |
| 15  | Japan | AB       | Aoto Tamiya      |

| Nr. |            | Position | Name              |
| --- | ---------- | -------- | ----------------- |
| 16  | Japan      | MF       | Takuto Hashimoto  |
| 17  | Japan      | AB       | Shun Nogaito      |
| 18  | Japan      | ST       | Kōichi Satōō      |
| 20  | Korea Nord | AB       | Kim Song-sun      |
| 21  | Japan      | TW       | Daiki Kato        |
| 23  | Japan      | MF       | Yuki Kozuka       |
| 24  | Japan      | MF       | Naoki Ikeda       |
| 25  | Japan      | AB       | Noritaka Fujisawa |
| 27  | Japan      | MF       | Hiromu Amemiya    |
| 28  | Japan      | MF       | Hiroki Terashita  |
| 32  | Japan      | AB       | Jō Inoue          |
| 33  | Japan      | AB       | Taichi Okumura    |
| 35  | Japan      | MF       | Kensuke Terao     |

## Trainerchronik
Stand: März 2025
| Trainer            | Nation | von             | bis               |
| ------------------ | ------ | --------------- | ----------------- |
| Eishi Kaizu        | Japan  | 1. Februar 2014 | 31. Dezember 2019 |
| Nobuhiro Ueno      | Japan  | 1. Februar 2019 | 21. Juni 2021     |
| Yoshihiko Yamamoto | Japan  | 22. Juni 2021   | 31. Januar 2022   |
| Yasuhiro Higuchi   | Japan  | 1. Februar 2022 | 31. Januar 2024   |
| Shūichi Mase       | Japan  | 1. Februar 2024 |                   |

## Saisonplatzierung
| Saison | Liga                               | Platz | Kaiserpokal         |
| ------ | ---------------------------------- | ----- | ------------------- |
| 2015   | Tōkai Adult Soccer League (Div. 2) | 1. ▲  |                     |
| 2016   | Tōkai Adult Soccer League (Div. 1) | 3. ▲  |                     |
| 2017   | Japan Football League              | 12.   |                     |
| 2018   | Japan Football League              | 11.   |                     |
| 2019   | Japan Football League              | 10.   |                     |
| 2020   | Japan Football League              | 6.    |                     |
| 2021   | Japan Football League              | 11.   |                     |
| 2022   | Japan Football League              | 7.    | Qualifikationsrunde |
| 2023   | Japan Football League              | 10.   | 2. Runde            |
| 2024   | Japan Football League              | 5.    | 2. Runde            |
| 2025   | Japan Football League              |       |                     |